# Platanus kerrii
El plátano de Kerr (Platanus kerrii) es una especie algo anómala en la familia Platanaceae, es nativa del sureste de Asia donde se encuentra en las provincias del norte de Vietnam y en Vieng Chan en Laos. Difiere de las otras especias en ser perennifolio.

## Descripción
Las hojas son elípticas a lanceoladas. Los frutos son globosos, cada uno de los cuales es sésil en un largo pedúnculo. Tiene hasta 12 cabezas en un pedúnculo.
Se diferencia de otras especies del género por ser una planta tropical, árbol de hoja perenne, que tiene las hojas no lobuladas. La corteza se descascara como con otras especies, y el tronco de un árbol maduro es similar a la de las otras especies.
A veces se coloca en su propio subgénero casteneophyllum, y se ha propuesto que esta especie debe ser separada en su propio género.

## Taxonomía
Platanus kerrii fue descrita por  François Gagnepain y publicado en Bulletin de la Société Botanique de France 86(5–6): 301–302. 1939.
Etimología
kerrii; epíteto nombrado en honor de Arthur Francis George Kerr, quien recolectó al tipo en Laos, en 1932.